# Имре Карачон
Имре Карачон (мађ. Karácson Imre; Апацаторна, 19. фебруар 1863 — Константинопољ, 2. мај 1911) је био доктор теологије, директор учитељског завода, историчар, оријенталист, католички свештеник.

## Биографија
Карачон је средње школе завршио у Веспрему, Шопрону и Ђеру. Као студентски свештеник из округа Ђер, био је послат од стране свог епископа на теолошке студије на Универзитету у Будимпешти, где је такође присуствовао едукативним предавањима. За време студија, показао је велико интересовање за учење источњачких језика, нарочито арапског и турског. У Ђеру је 6. јула 1885. године постао евхаристијски свештеник, након чега је годину и по дана служио као помоћник пастора у Ђемри, а потом је именован за надзорника студија у Малој богословији у Ђеру. Године 1888. добио је звање доктора теологије на Универзитету у Будимпешти. Од 1889. био је учитељ у краљевској католичкој учитељској школи у Ђеру, а од 1891. њен директор. У циљу учења источњачких језика, путовао је два пута на Балканско полуострво и у Малу Азију, посебно проводећи време у Цариграду, где је преминуо 1911. године.
Његови чланци у "М. Њелвору" (1884-85. Актуелне речи и изрази) укључују: „Католички недељник” (1885, Боистввејн, превод са француског); „М. Сион” (1887, Данашње стање упоредне религијске науке и њена досадашња достигнућа); „Ђер Хирлап” (1890, мађарска историја турских писаца, бројни путописи, француски и турски преводи сатиричних текстова); „Католички преглед” (1890, Последњи дани архиепископа Дарбоја, живот и дела Јануса Панонија, 1894, Мохачко поље, Нигјар Канум, превод молитава 1895, превод из „Дивана еф. Синасија” и његове приповетке); „Историјски записи” (Рат Ђерђа I. Ракоција из 1636, турска „Наима” преведена из ауторовог дела); „Часопис за религијске науке” (1890, Правна основа за радикалну валидацију брака, „Чување тајне у раној цркви” сатирични текст); „Билтен Учитељског друштва Ђервидек” (Читање о Истоку и школама Истока); такође је писао у „Боромеју” (црквене проповеди) и био сарадник „Паласовог Великог лексикона”.

## Дела
1. Из XI. и XII. века угарски сабори и њихов однос са страним совјетима, Ђер, 1888, (Ism. Kath. Szemle, Századok (folyóirat) 838. 1.)
2. Ратови Карла III. против Турака 1737-39. Budapest, 1892, У: Поглавља књиге турских историчара Шакир Бега и Шуббија односе се на овај рат, (Преведени са турског. Чудан из Записи из вине историје)
3. Мухамеданство и хришћанство, Будимпешта, 1892
4. Турске дипломате о Мађарској из XVIII. века, Будимпешта, 1894, (Sz. István-társulat kiadványai 3. издање друштва Св, Стефан)
5. Гроф Имре Сент, Живот и карактерСв. Имрета, старе химне. Győr, 1894
6. Краљ Свети Стефан, Ђер, 1895
7. Турске архиве (Столећа, 1907)
8. Турски документи емиграције током Ракоција (Будимпешта, 1911) Online
9. Турско−мађарска архива сертификата; издато из његове приватне збирке Лајош Талоци, Јанош Крчмарик и Ђула Секфи, (Будимпешта, 1914)
10. Турски историчари III., са Ђулом Секфијем (Будимпешта, 1916)